# Eef Albers

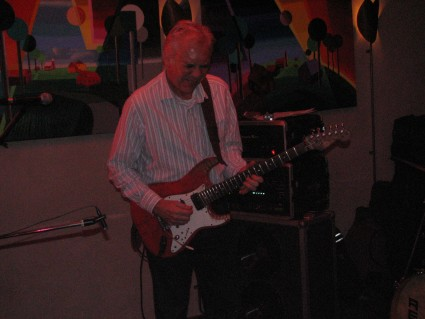
Eef Albers in Amersfoort (2006)

Eef Albers (* 5. April 1951 in Rhenen) ist ein niederländischer Gitarrist des Fusion-Jazz. 

## Leben
Albers begann mit 15 Jahren mit dem Gitarrenspiel; bereits mit zwanzig Jahren war er ein gefragter Sessionmusiker, der auch als Solist bei Konzerten und auf Tourneen auftrat. Albers arbeitete seit 1972 im Trio mit John Lee und Gerry Brown, das teilweise auch um Daryl Thompson erweitert wurde. 1975 legte er sein erstes Album „Blue Capricorn“ vor; auch spielte er regelmäßig bei Peter Herbolzheimers Rhythm Combination & Brass und mit dem BBC-Orchester. Er war Mitglied der Gruppen Focus und Kraan. Bis 1990 war er Mitglied im Metropole Orkest. Zudem trat er mit Jasper van’t Hof und Ack van Rooyen auf, die beide auch auf seinem Album „Pyramids“ (1986) mitwirkten. Weiterhin spielte er mit Bob Malach („Some People“), mit Manfred Schoof, mit Stanley Clarke, mit Toots Thielemans, Simon Phillips und mit Steve Smiths „Vital Information“. Mit Sebastiaan Cornelissen veröffentlichte er das Album „Aggressive Attack“ (2002).
Albers lehrt Gitarre an verschiedenen Hochschulen der Niederlande.

## Diskographische Hinweise
- Medusa (mit Medusa), CBS, 1977, LP
- Blue Capricorn, CBS, 1977, LP
- Brothers (mit John Lee, Daryl Thompson und Gerry Brown), 1980
- Skyrider, Varajazz, 1981, LP
- Pyramids, CrisCrazz Records, 1987, LP
- Birds of the Night (mit Bob Malach, Ack van Rooyen, Ali Ndiaye Rose), Goldfish Records, 1996, CD

## Lexigraphische Einträge
- Martin Kunzler: Jazz-Lexikon. Band 1: A–L (= rororo-Sachbuch. Bd. 16512). 2. Auflage. Rowohlt, Reinbek bei Hamburg 2004, ISBN 3-499-16512-0.